# عبدالرحمان (بازیگر)
عبدالرحمان (انگلیسی: Abdur Rahman; ۲۷ فوریهٔ ۱۹۳۷ – ۱۸ ژوئیهٔ ۲۰۰۵) هنرپیشه و کارگردان فیلم اهل بنگلادش بود.
وی از سال ۱۹۵۸ تا دهه ۱۹۷۰ در فیلم‌های بنگالی، اردو و پشتو در داکا، کراچی و لاهور بازی کرده‌است.

## نگارخانه
- عبدالرحمان در وبگاه imdb.com